# Adorabile infedele
Adorabile infedele (Beloved Infidel) è un film del 1959 girato da Henry King in CinemaScope e interpretato da Gregory Peck e Deborah Kerr.
È la drammatica storia degli ultimi anni di vita del celebre scrittore statunitense Francis Scott Key Fitzgerald della generazione perduta, segnati dall'alcolismo che ne causò la morte.

## Trama
La giornalista inglese Sheilah Graham nel 1936 lascia Londra per New York dove è stata assunta dall'editore John Wheeler che le affida una rubrica per i suoi giornali e in seguito la manda a Hollywood dove la donna conosce a una cena il famoso scrittore Scott Fitzgerald. È sposato e ha una figlia che si trova in collegio, mentre la moglie, Zelda Sayre, è in una clinica vittima di un gravissimo stress. Fra i due nasce una tormentata relazione. Sheilah, che si fa passare per un'aristocratica, gli confessa di essere invece cresciuta in orfanotrofio. Sentendosi inadeguata per la colta cerchia di amici dello scrittore, entra in crisi ma lui la incoraggia ad andare avanti.
Il produttore del film che Scott sta scrivendo, lo licenzia perché lo ritiene inadeguato; lo sconforto induce purtroppo l'uomo a bere pesantemente: la sua carriera è in declino e ha perso l'ispirazione. Tra alti e bassi prosegue la sua storia d'amore con Sheilah; la coppia ora convive in una villetta sul mare e lei sta cercando di farlo smettere di bere. Quando però lui riceve un nuovo rifiuto da un editore al quale ha mandato i primi, sofferti capitoli del suo nuovo romanzo, la situazione precipita. Sheilah lo trova ubriaco fradicio e litigano violentemente; spunta fuori il revolver che era in casa, i due lottano e parte addirittura un colpo che fortunatamente va a vuoto. La donna, scioccata, telefona alla polizia e lascia Scott. Non risponde più alle sue telefonate finché non legge un suo biglietto di addio in cui lui le chiede anche perdono e accetta di rivederlo.
I due tornano insieme e l'uomo ha finalmente smesso di bere ma purtroppo si è ormai ammalato di cuore e muore a causa di un infarto proprio davanti a Sheilah.

## Riprese
Venne girato in California: a Malibu, a West Hollywood (al 1325 di Miller Drive) e allo Stage 4, 20th Century Fox Studios, al 10201 di Pico Blvd.,  a Century City.

### Distribuzione
Distribuito dalla Twentieth Century Fox Film Corporation, venne presentato in prima a New York il 17 novembre 1959. Nel mese seguente, fu distribuito anche nella Germania Ovest, uscendo in sala il 22 dicembre 1959. Nel 1960, uscì in Finlandia (22 gennaio), in Francia (2 marzo), in Svezia (14 marzo), in Messico (17 marzo) e in Danimarca (5 settembre). Il 30 settembre 1964, il film - con il titolo Çilgin sevgili - uscì anche in Turchia.